# Bilancio ambientale
Il  bilancio ambientale o rendiconto di sostenibilità ambientale è un documento informativo nel quale vengono descritte tutte le principali relazioni tra l'impresa e l'ambiente. Esso è pubblicato volontariamente dalle aziende allo scopo di comunicare direttamente con il pubblico interessato.
Nel bilancio ambientale sono contenuti alcuni indicatori:
- Gestione ambientale
- Ambientali assoluti
- Prestazione ambientale
- Effetto ambientale
- Effetto potenziale

I bilanci ambientali possono essere distinti in due categorie:
- Bilanci ambientali di sito: le informazioni, contenute nel bilancio, riguardano singoli impianti o stabilimenti produttivi.
- Bilanci ambientali di corporate: in questo caso le informazioni riguardano aziende multisito.

Il bilancio ambientale, così come il bilancio sociale, si rivolge agli stakeholders di un'azienda (politici, pubblico interno, mercato, soggetti pubblici e finanziari).